# Alexander Dennis Enviro200 Dart
Alexander Dennis Enviro200 Dart (TransBus Enviro200) — коммерческий автобус среднего класса производства Alexander Dennis, предназначенный для эксплуатации в странах с левосторонним движением. Пришёл на смену автобусу Dennis Dart.

## Первое поколение (2003—2007)
Впервые модель была представлена в 2003 году под названием TransBus Enviro200 на выставке Coach & Bus 2003. В 2004 году также производился гибридный автобус Enviro200H. После закрытия завода TransBus International автобус производился на заводе Alexander Dennis и получил название Alexander Dennis Enviro200 Dart. Производство завершилось в 2007 году.

## Второе поколение (2006—2011)
Автобус Alexander Dennis Enviro200 Dart второго поколения серийно производился с августа 2006 года, причём до 2008 года автобус производился параллельно с Dennis Dart. Изначально автобус оснащался дизельным двигателем внутреннего сгорания Cummins ISBe. С февраля 2007 года автобус оснащался дизельным двигателем внутреннего сгорания MAN D0836 LOH, поскольку базировался на немецком шасси MAN 14.240. Гибридный автобус производился с 2008 года. Производство завершилось в 2011 году.

## Третье поколение (2009—2018)
Последнее поколение автобусов Alexander Dennis Enviro200 Dart производилось с 2009 года. В 2015 году был произведён вариант Enviro200 Classic. Производство завершилось в 2018 году.

## Галерея

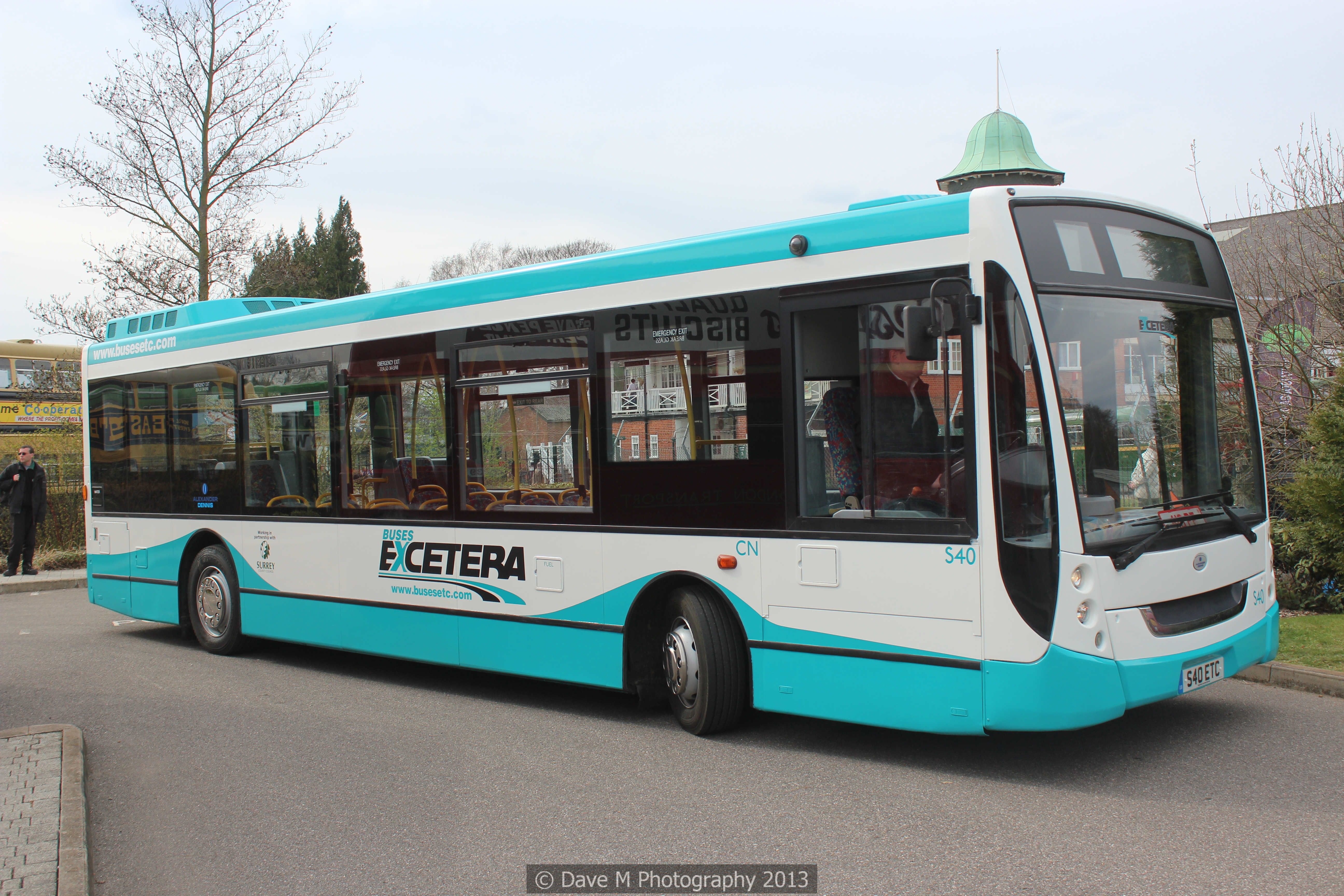
Enviro200 первого поколения
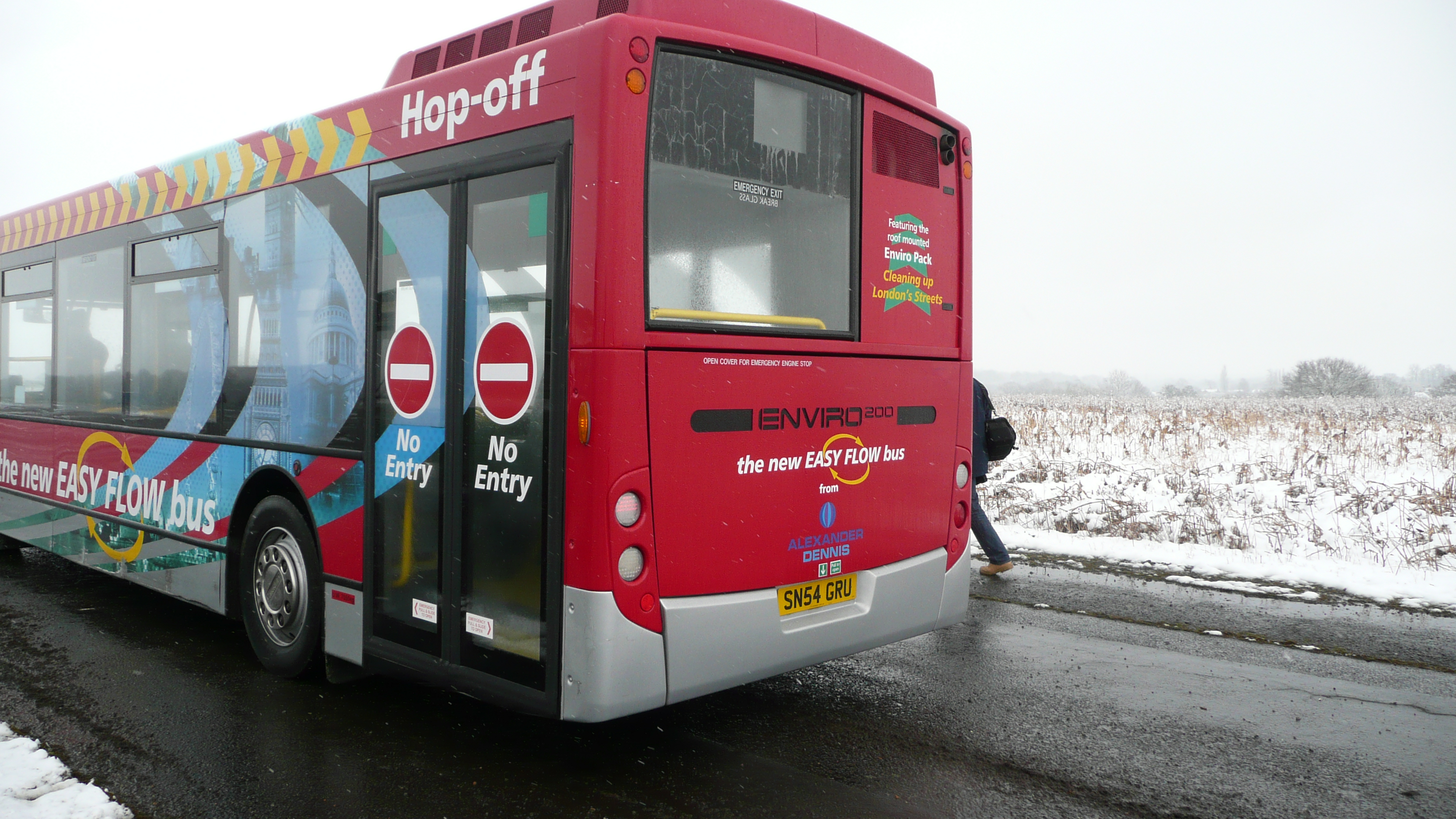
Enviro 200H
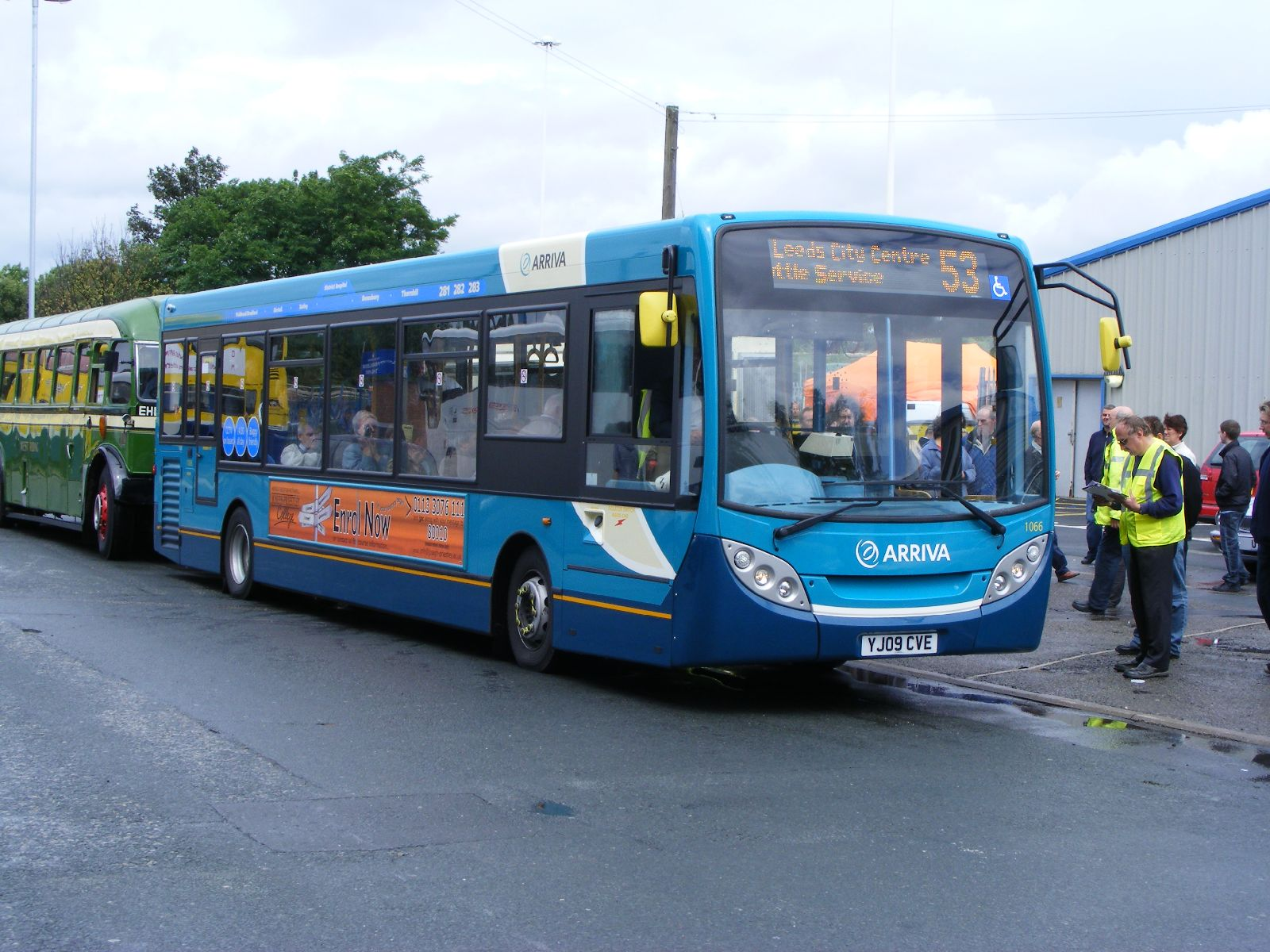
Arriva Yorkshire
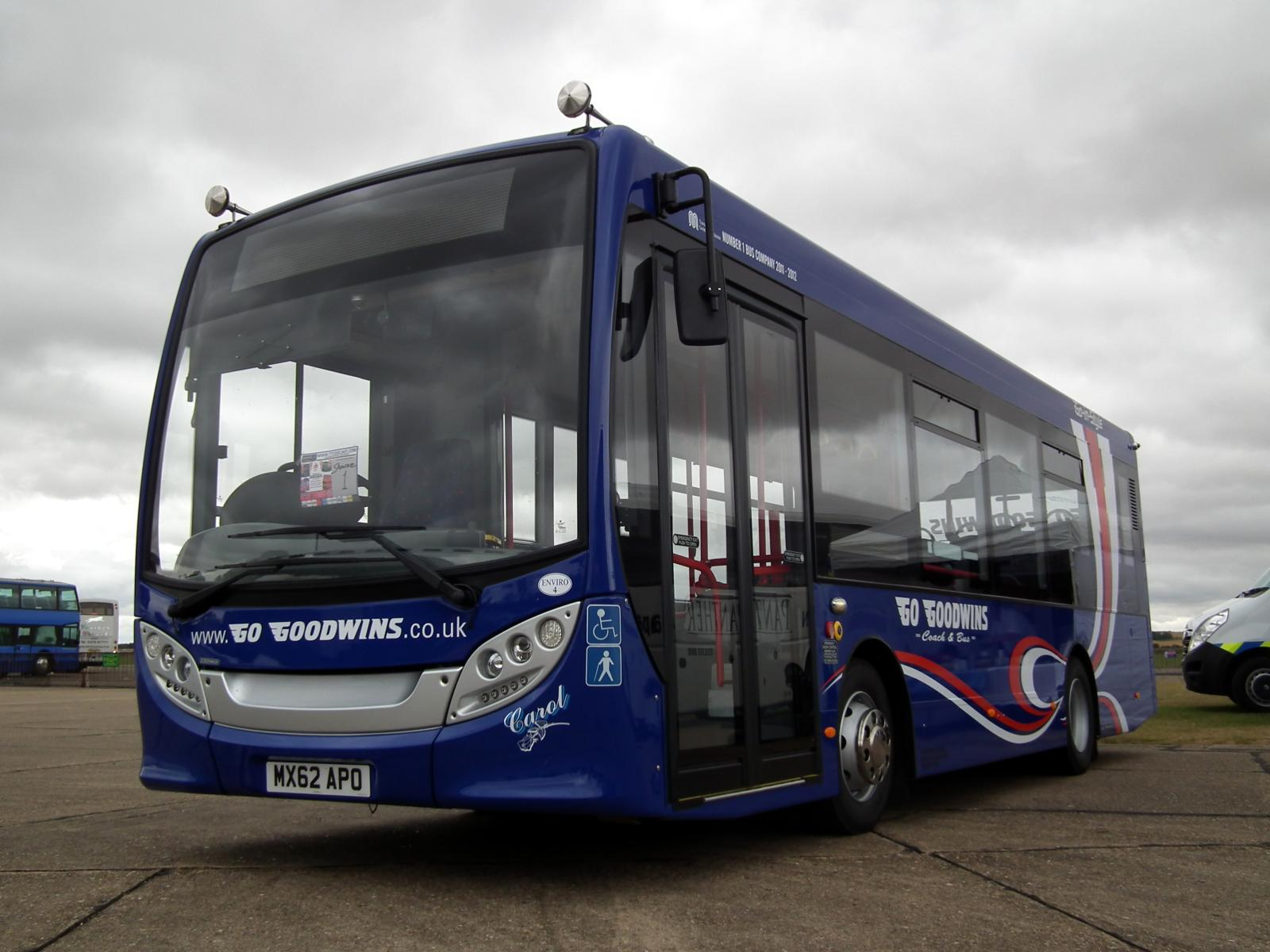
Enviro 200 второго поколения
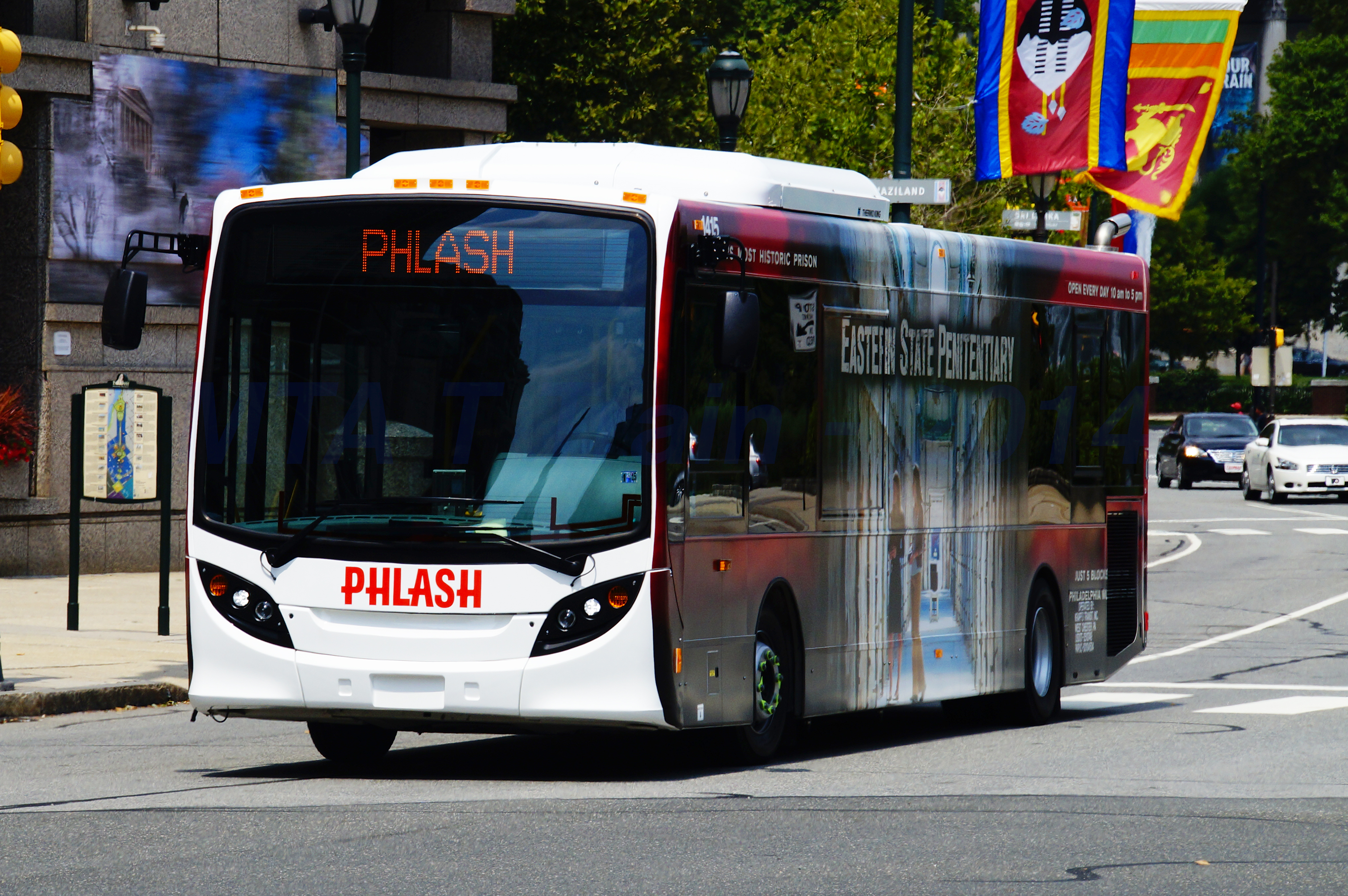
Philly Phlash
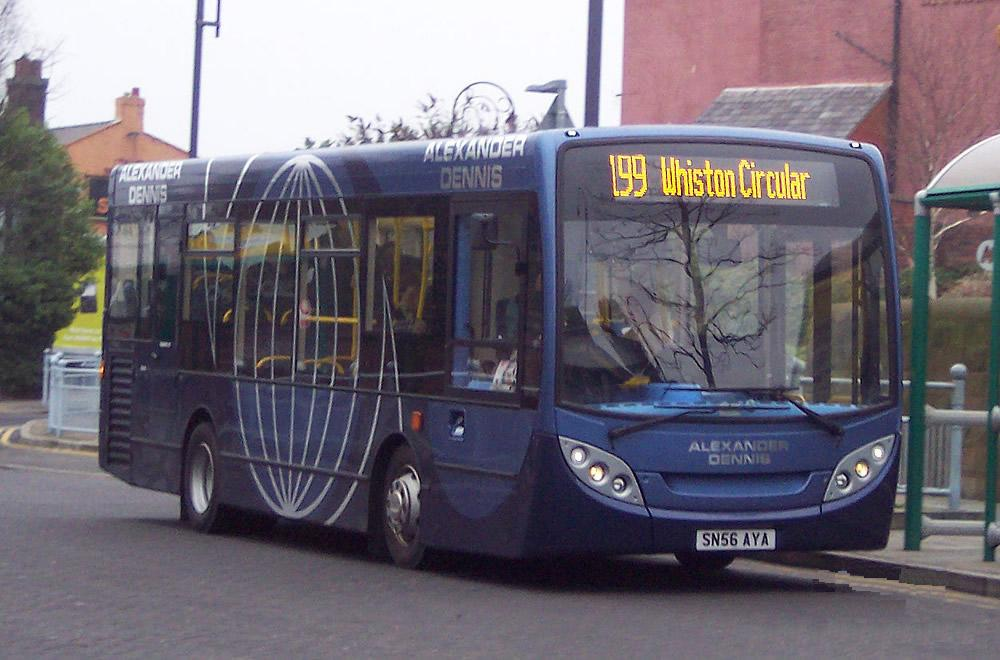
Enviro200 Dart
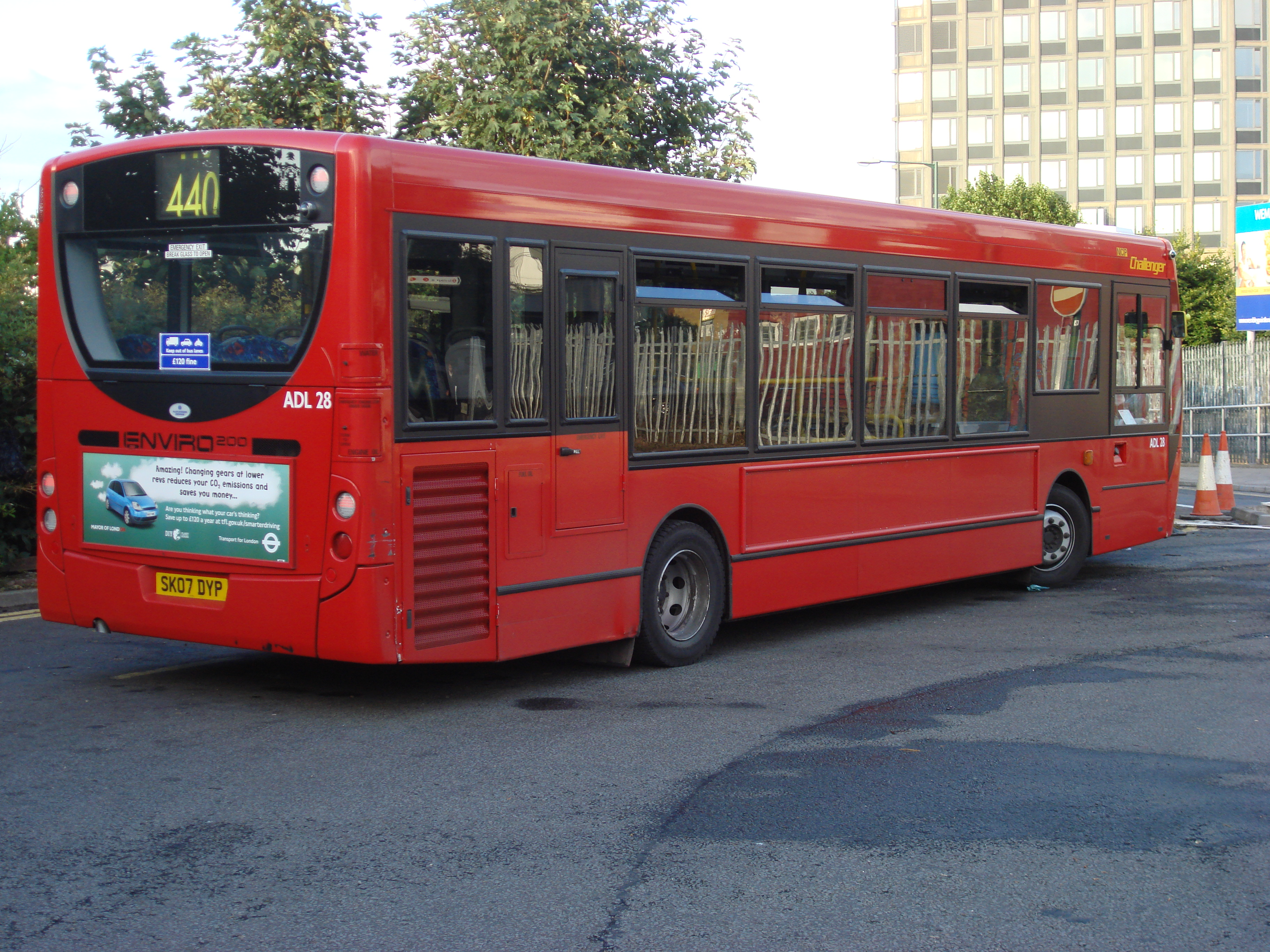
NCP Challenger в Лондоне
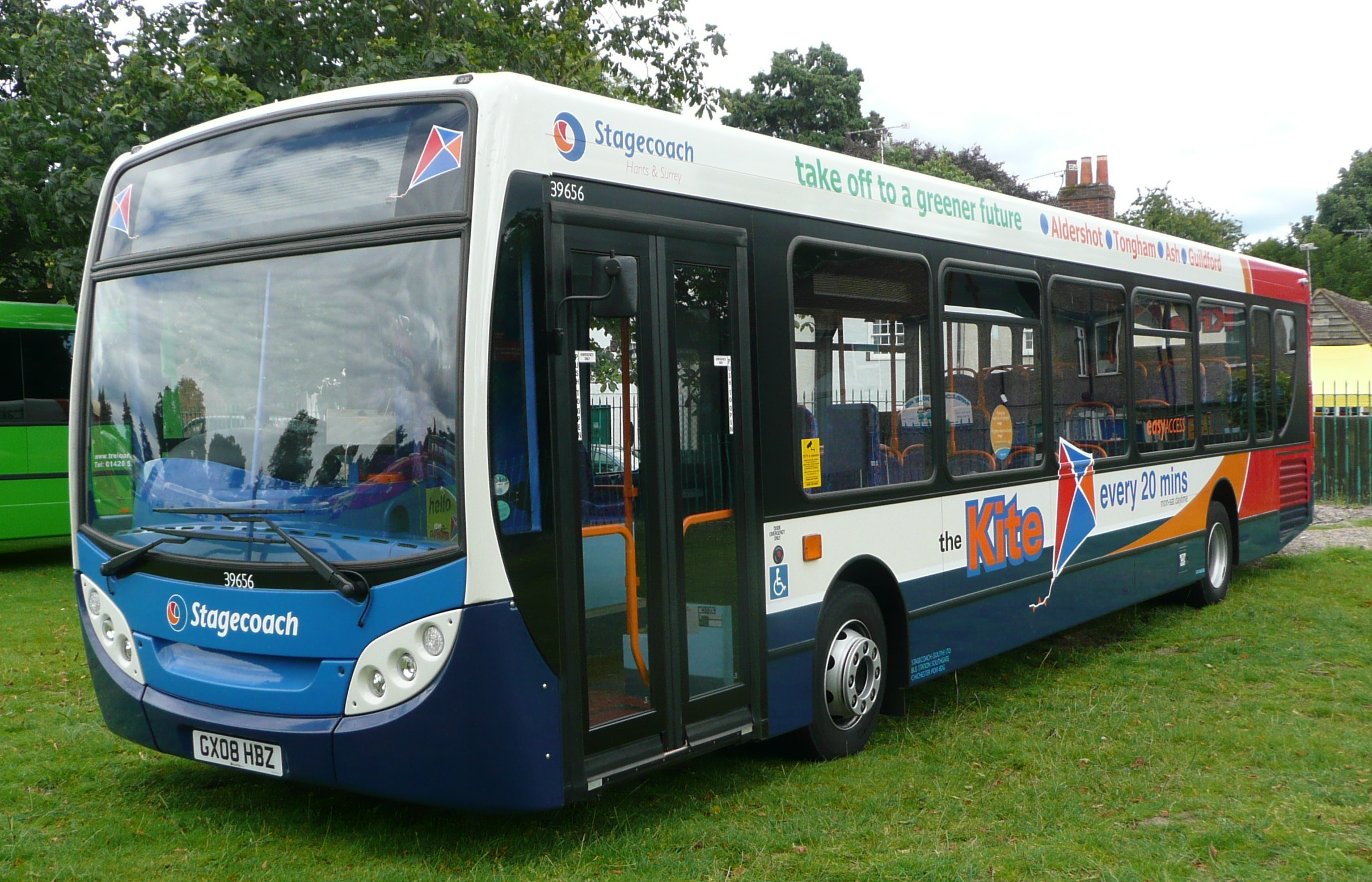
MAN 14.240
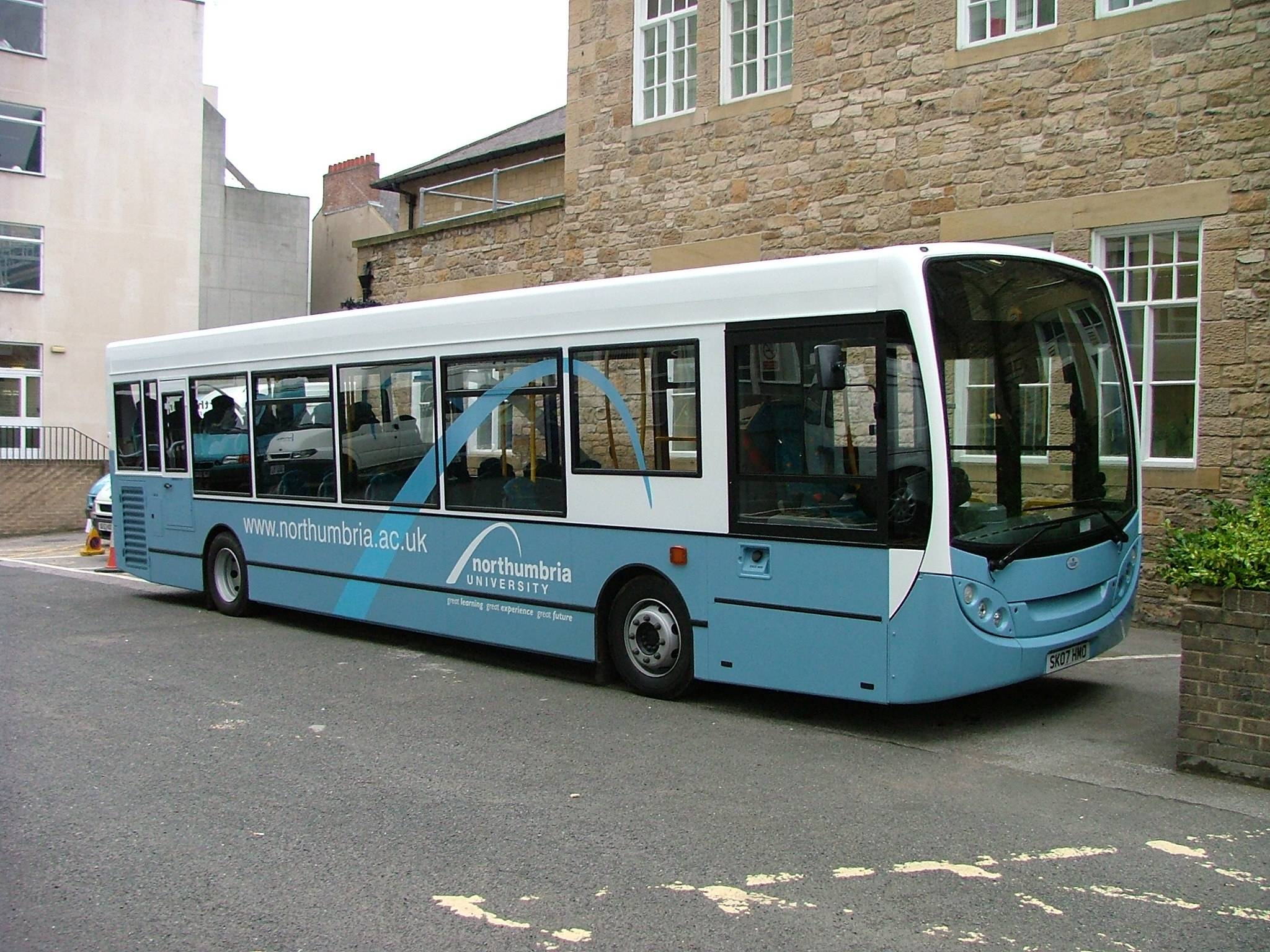
Northumbria University
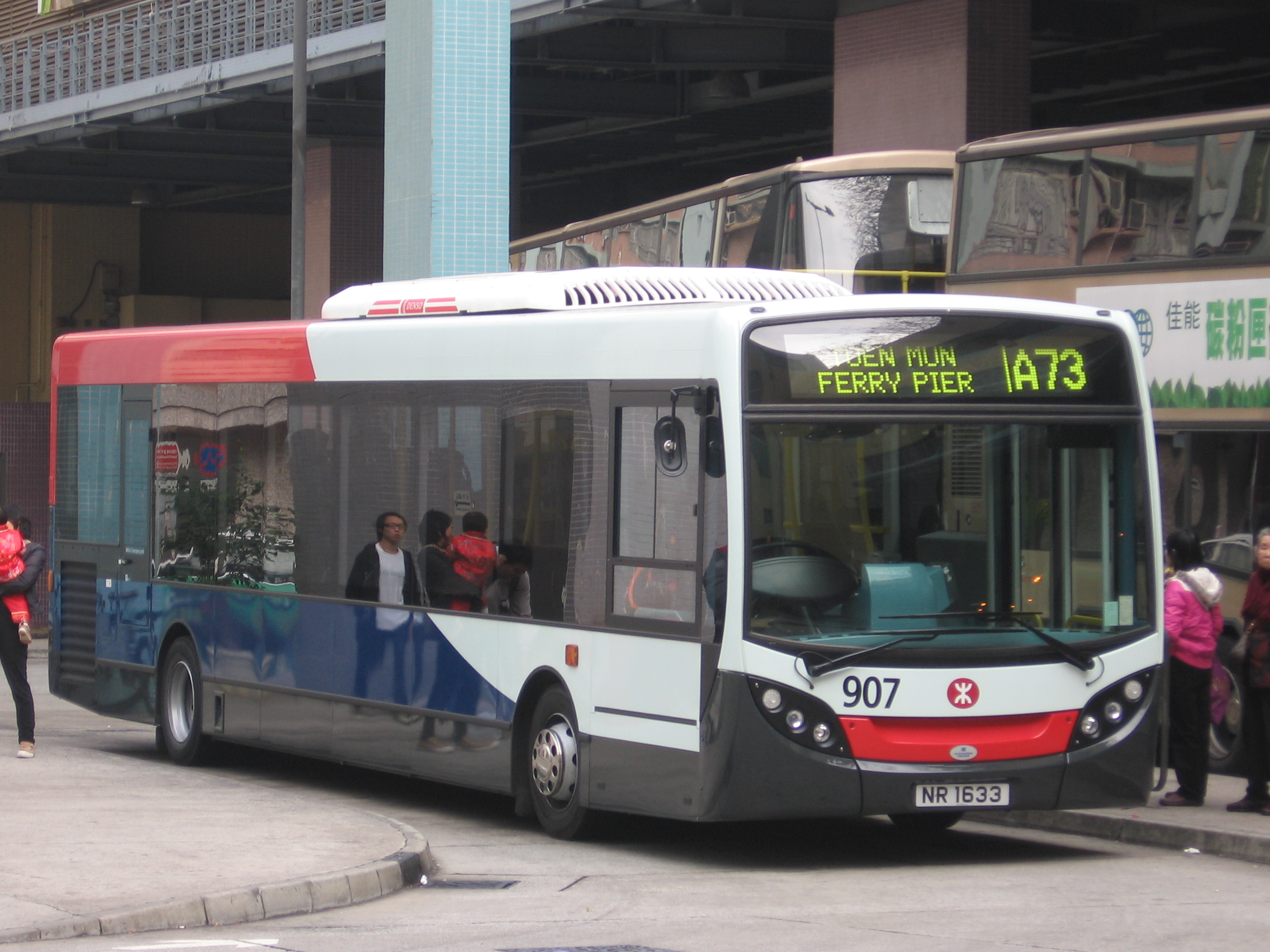
MTR E200 Dart в Гонконге
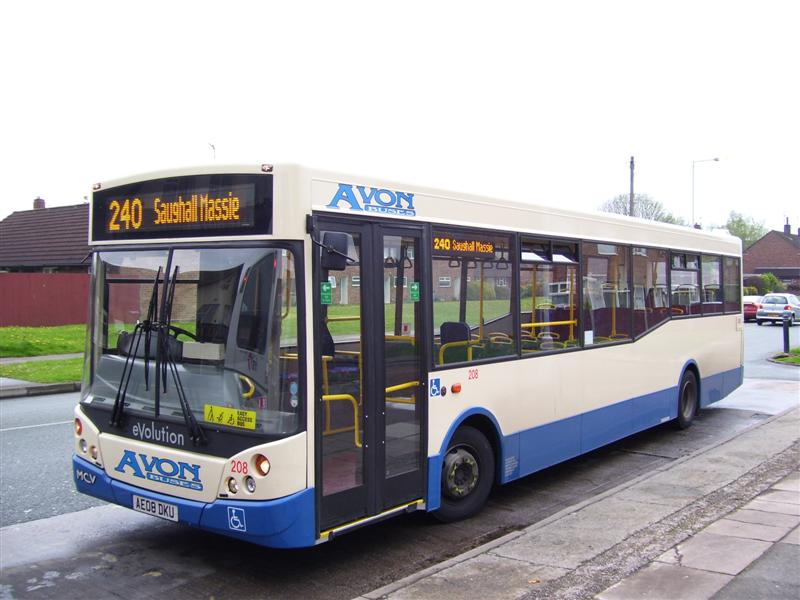
MCV Evolution
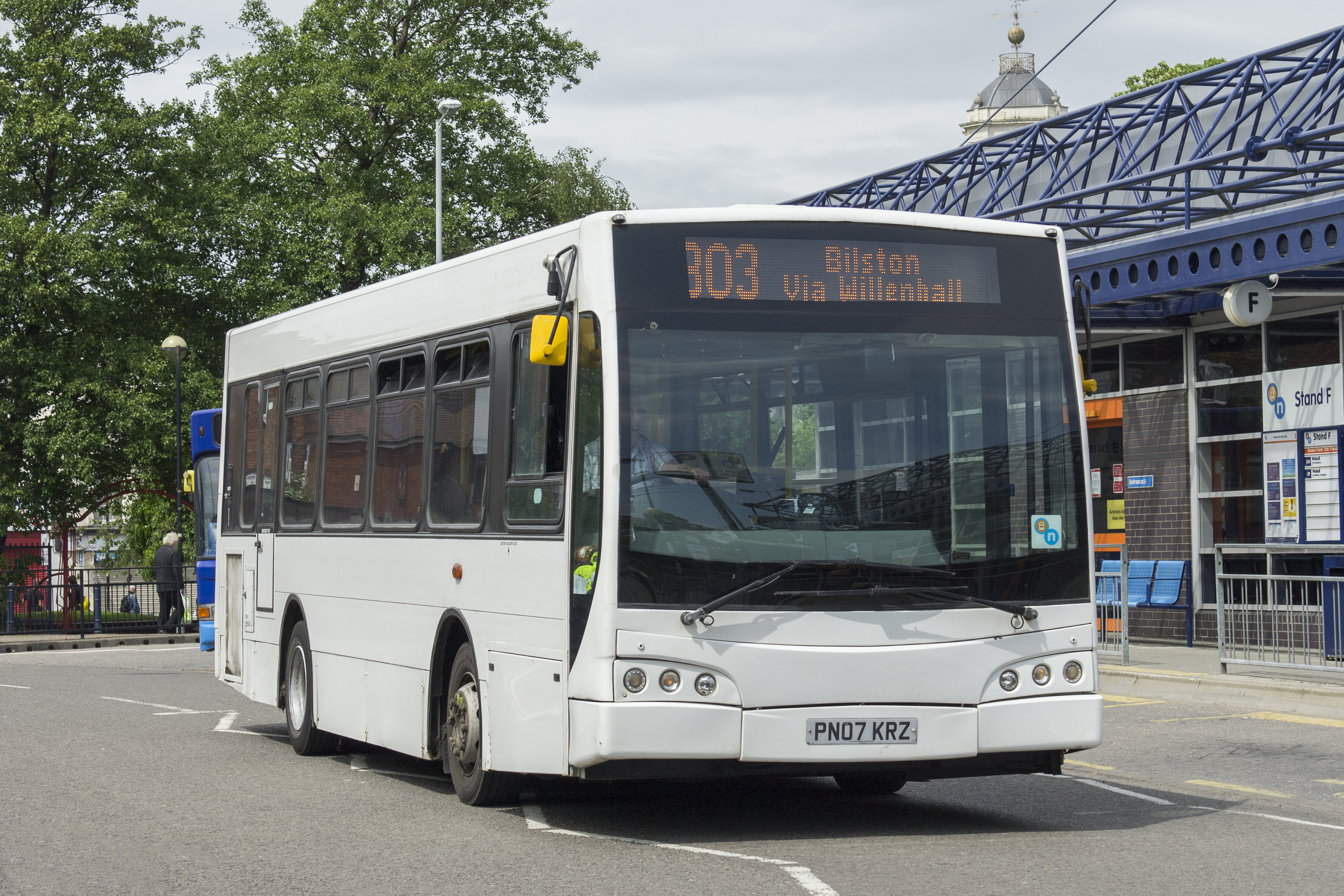
East Lancs Esteem
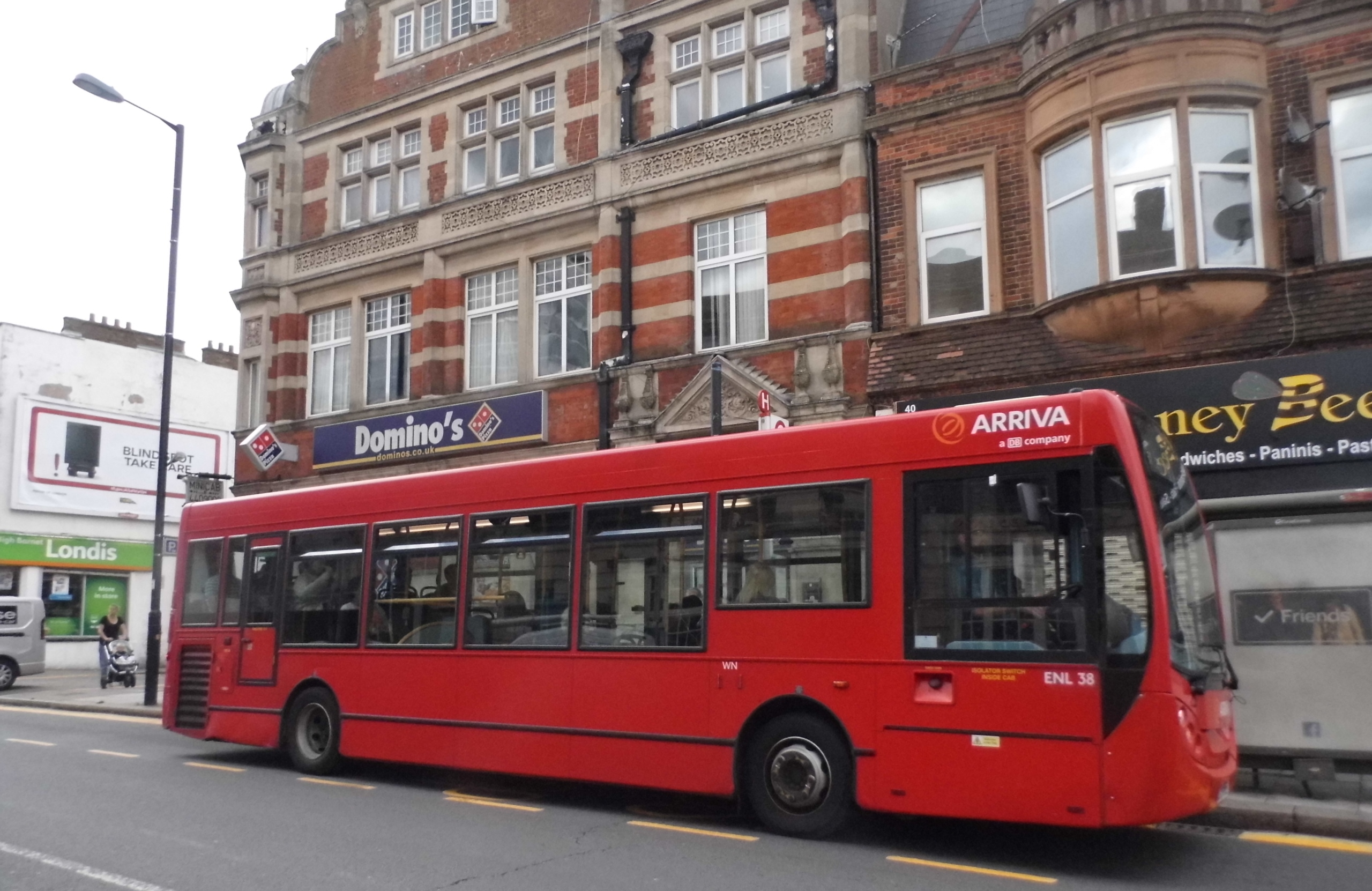
Arriva London
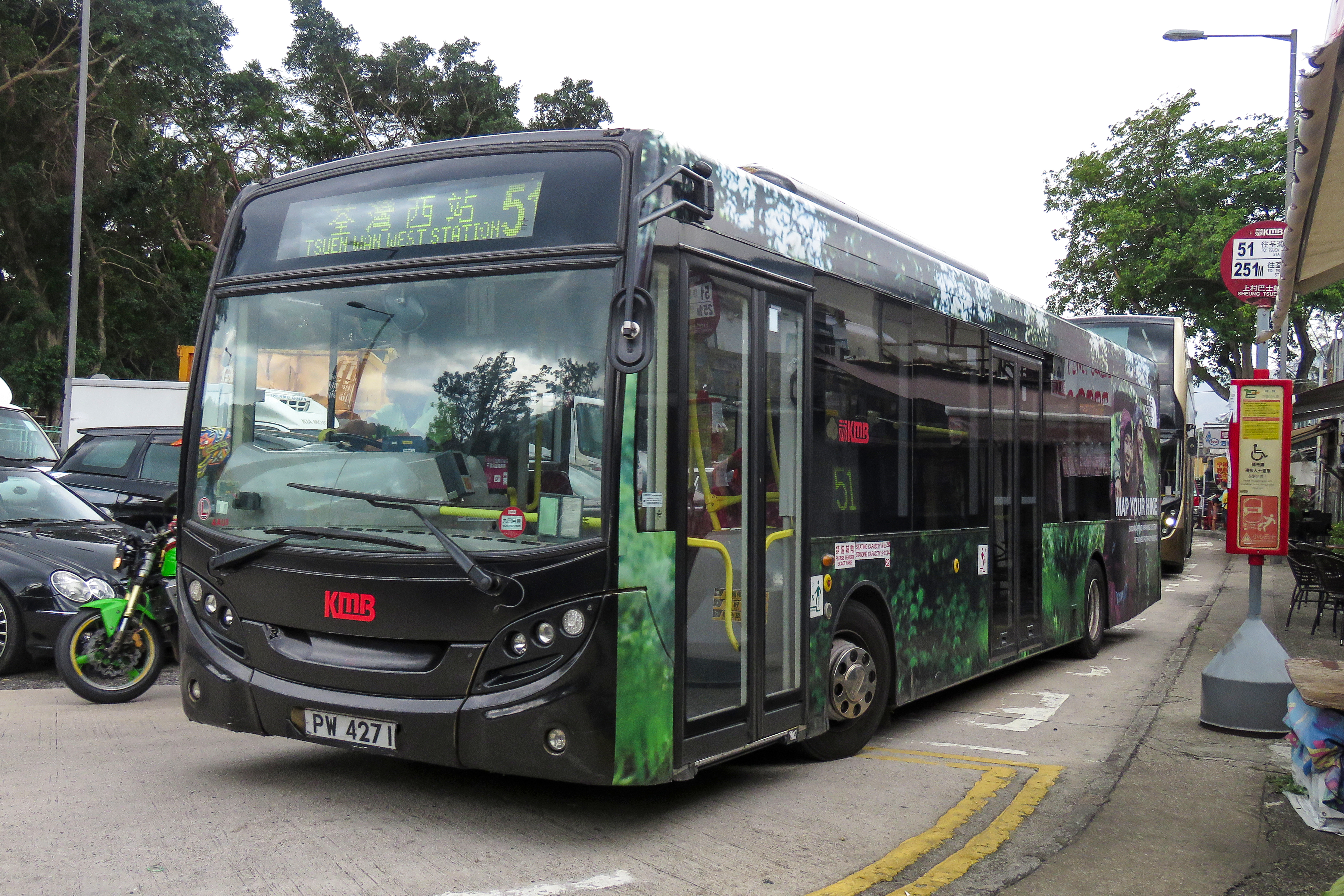
Enviro200 Dart в Гонконге
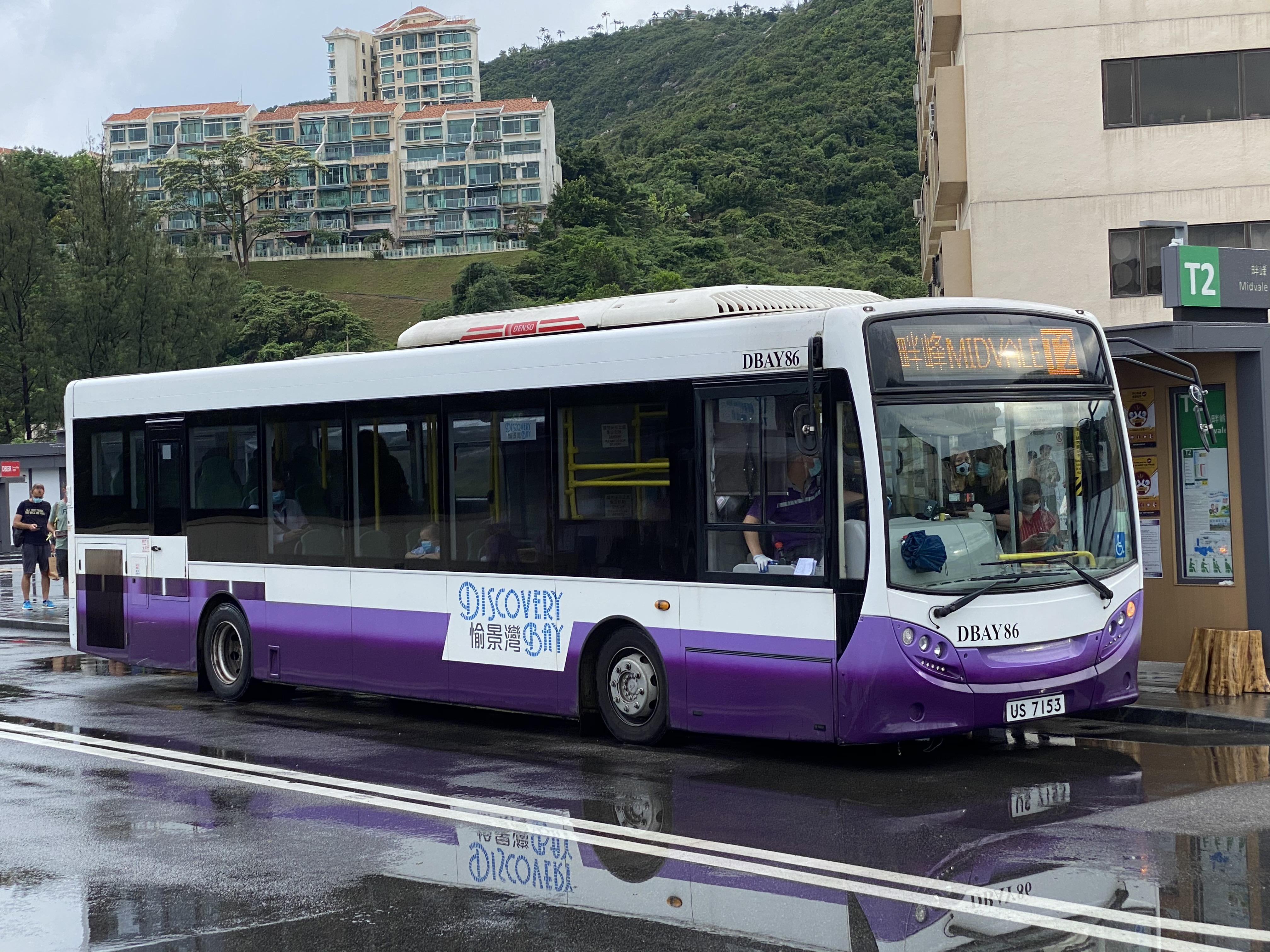
Discovery Bay Transit Services
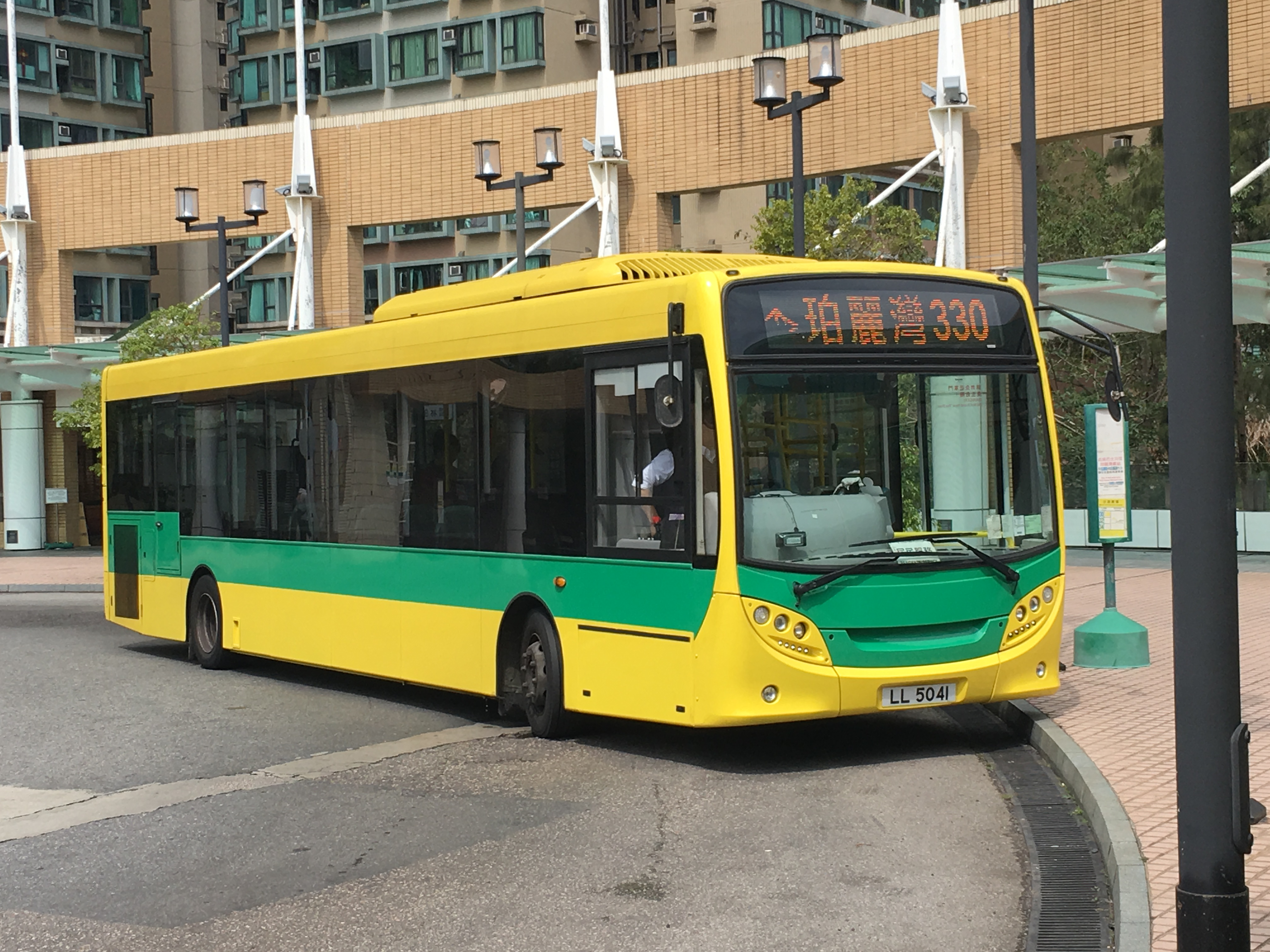
Park Island Transport